# 毛利真也
毛利 真也（もうり しんや、1975年（昭和50年）4月25日- ）は、日本の建築家。Innovation Studio Okayama CDO。和歌山県和歌山市出身。

## 人物
1975年、和歌山県和歌山市生まれ。高校2年時、北欧の大自然の中で暮らす生活文化への憧れからノルウェーのBjørkelangen Videregående Skoleに一年間留学。留学時には、ノルウェー伝統の木彫りを学ぶ。帰国後、大阪工業大学工学部Ⅰ部建築学科に進学。大学卒業後、アルキービ総合計画事務所、多田学・一苗建築事務所を経て、英国建築家ピーター・ソルターのもと「デザイン思考による建築アプローチ」、「素材と空間の質」について学ぶ。その後、フィリップ・グムチジャン（イギリス）、ジャン・ヌーヴェル（フランス）の設計事務所に勤務。修行時代には、フランスのポンピドゥセンター・メス国際設計競技にて日本人建築家、坂茂の仕事に携わった他、高級メゾンのショー空間設計や高級ホテルのインテリアデザインに携わる。
帰国後は、大学をはじめとする教育機関にて5年間教鞭を取り、2014年、建築・グラフィック・プロダクトデザインを行う総合デザイン事務所、Innovation Studio Okayamaを設立。同年、株式会社ストライプインターナショナル前代表取締役社長兼CEO、石川康晴が会長を務めるオカヤマアワード2014にて「建築・インテリアプロダクツ」部門賞受賞。
現在は、東京と岡山の2拠点を中心に活動中。

## 略歴
- 1975 和歌山県和歌山市生まれ
- 1992 AFS留学 一年間ノルウェーのBjørkelangen Videregående Skole留学
- 1997 アルキービ総合計画事務所_大阪
- 1999 大阪工業大学工学部Ⅰ部建築学科卒業
- 2000 多田学・一苗建築事務所_大阪
- 2001 University of East London, Diploma in Architecture Unit1
- 2003 Gumuchdjian Architects_ロンドン(デザインパートナー、アソシエイトディレクター）
- 2007 Ateliers Jean Nouvel, Jean Nouvel Design_パリ（設計主任）
- 2014 Innovation Studio Okayama 設立

### 教育活動
- 2009      昭和女子大学 非常勤講師
- 2010-14 岡山科学技術専門学校 常勤講師
- 2012      京都造形繊維大学 Peter Salter Workshop 講師、記念講演会Peter Salter "Walmer Road Four Houses" 同時通訳
- 2015-17 岡山科学技術専門学校 非常勤講師

## 受賞歴
- 2014 OKAYAMA AWARD 2014「建築・インテリアプロダクツ部門賞」受賞
- 2019 Build Architecture Awards 受賞

## 脚l[4]
1. ↑  https://www.innovation-studio-okayama.com/shinya-mouri
2. ↑  https://peatix.com/event/307957
3. ↑  https://shinbashi.keizai.biz/headline/1966/
4. ↑  “イノベーション・スタジオ・オカヤマ 代表 - 毛利 真也”. okayama-award.com. 2025年2月10日閲覧。